# Édouard Martin

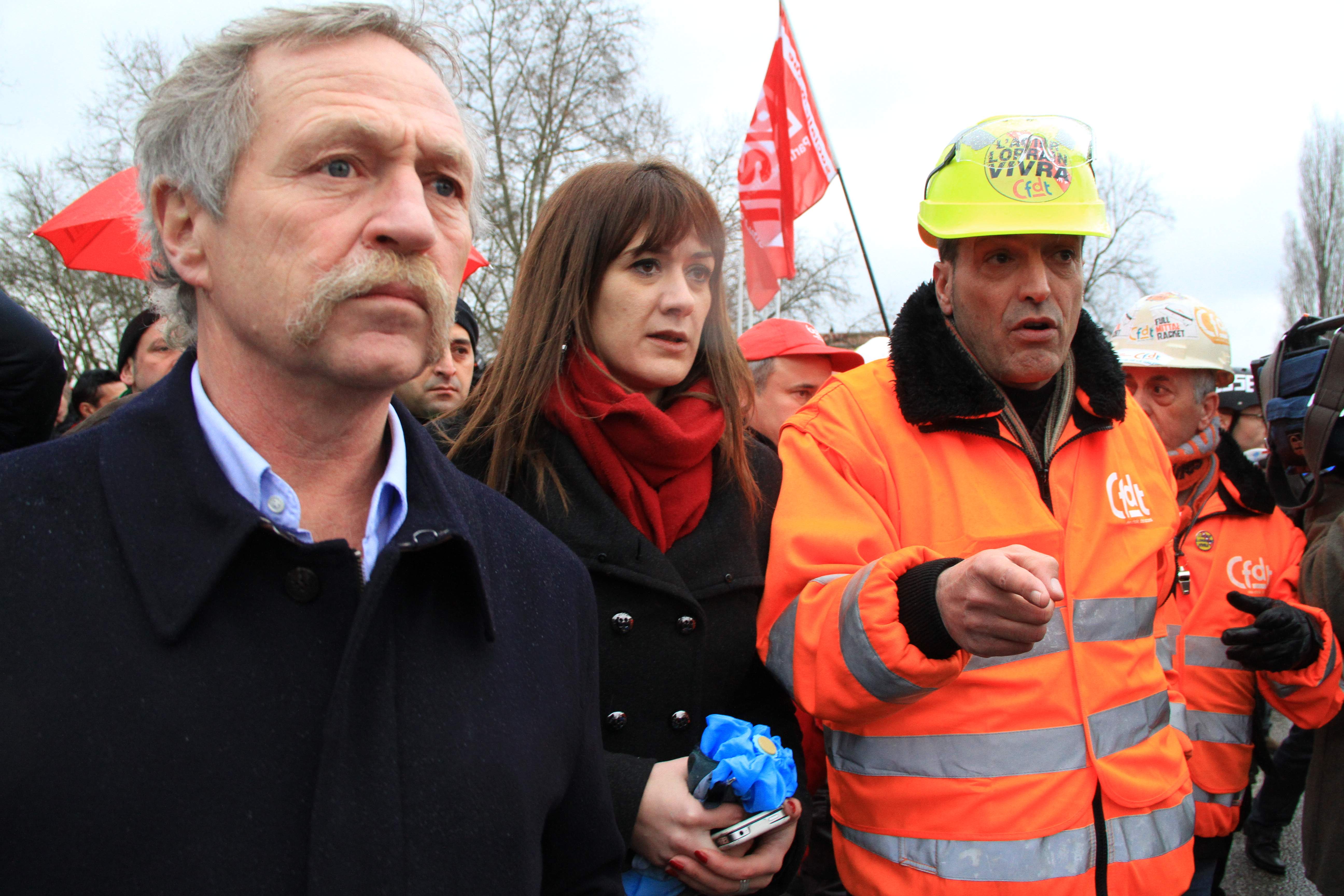
José Bové y Sandrine Bélier, eurodiputados del EELV junto a Édouard Martin en la manifestación de Estrasburgo del 6 de febrero de 2013.

Édouard Martin (Padul, Granada, 15 de junio de 1963) es un mediático sindicalista francés de origen español, destacado por su defensa de la industria del acero de la región francesa de Lorena contra el cierre de los altos hornos planteado por la multinacional ArcelorMittal.

## Trayectoria
Édouard Martin, nacido con el nombre de Eduardo Martín, emigró a Francia con 7 años junto a sus padres y sus cinco hermanos. En 1971 se trasladó a la región de Lorena.
Se formó en electromecánica con 15 años. A los 18 años empezó a trabajar en la industria del acero. Entró en el mundo sindical al ser propuesto tras la defensa que hizo de un compañero.
Desde 1989 es el delegado de la Confederación Francesa Democrática de Trabajadores (CFDT) en la empresa siderúrgica ArcelorMittal. Desde 2009 ha luchado contra los planes de esta multinacional para la reducción de plantilla y el cierre de fábricas en Francia.
A finales de 2013 se anunció que encabezaría la lista de los socialistas franceses para las elecciones al Parlamento Europeo de 2014.